# لبيب الصقلبي
لبيب الفتى الصقلبي أو لبيب الطرطوشي هو مؤسس طائفة طرطوشة وأول حاكم لها من حوالي عام 400 هـ (1009/1010 م) إلى عام 431 هـ (1039/1040 م). كان من الصقالبة، وهم عادة أطفال سلافيون تم أسرهم وإخصائهم وبيعهم كعبيد في الأندلس وتعليمهم الثقافة والدين الإسلامي.
يحتمل أن يكون لبيب قد غادر قرطبة بعد خلع هشام المؤيد بالله عام 400 هـ (1009/1010). بعد ذلك بقليل تولى السلطة في مدينة طرطوشة، لكن أطاح به المنذر بن يحيى التجيبي من طائفة سرقسطة و استولى على المدينة لفترة وجيزة. ومع ذلك، وبفضل مساعدة مبارك الصقلبي ومظفر الصقلبي من طائفة بلنسية، تمكن لبيب من استعادة عرشه. في تلك الفترة أهدى الشاعر ابن دراج القسطلي قصيدة له.
أيد إعلان عبد الرحمن المرتضي بالله خليفة لقرطبة عام 408 هـ (1017/1018 م)، لكنهم هزموا هم وخليفتهم في محيط غرناطة على يد زاوي بن زيري. بعد وقت قصير من وفاة مبارك والمظفر (ربما بسبب تمرد بتحريض من لبيب)، أصبح لبيب حاكماً لطائفة بلنسية.
في 410 هـ (1019/1020) أصبح حاكماً مشتركاً لطائفة بلنسية إلى جانب مجاهد العامري. استمر هذا الترتيب حتى 411 هـ (1020/1021)، عندما أُجبر لبيب على مغادرة بلنسية والعودة إلى طرطوشة. بعد فترة وجيزة استبدل مجاهد العامري بعبد العزيز بن عامر كحاكم لطائفة بلنسية.